# Srednja vas-Goriče
Srednja vas - Goriče este o localitate din comuna Kranj, Slovenia, cu o populație de 94 de locuitori.